# Латіша Чжань
Латіша Чжань, раніше знана як Чжань Юнжань (кит.: 詹詠然)  — тайванська тенісистка, що спеціалізується в основному на парній грі, переможниця Відкритого чемпіонату США 2017 у парі з Мартіною Хінгіс та Відкритих чемпіонатів Франції 2018 й 2019 років у змішаному розряді у парі з Іваном Додігом.
Молодша сестра Юнжань Чжань Хаоцін — теж професійна тенісистка.
До перемоги на US Open 2017 Чжань тричі програвала фінали турнірів Великого шлему в парному розряді — двічі в Австралії та раз у США. Вона також програла один фінал турніру Великого шлему в міксті.

## Значні фінали

### Фінали турнірів Великого шлему

#### Парний розряд: 4 (1 титул)
| Результат | Рік  | Турнір          | Поверхня | Партнерка      | Супротивниці                       | Рахунок            |
| --------- | ---- | --------------- | -------- | -------------- | ---------------------------------- | ------------------ |
| Поразка   | 2007 | Australian Open | Хард     | Чжуан Цзяжун   | Кара Блек Лізель Губер             | 4–6, 7–6(7–4), 1–6 |
| Поразка   | 2007 | US Open         | Хард     | Чжуан Цзяжун   | Наталі Деші Дінара Сафіна          | 4–6, 2–6           |
| Поразка   | 2015 | Australian Open | Хард     | Чжен Цзє       | Бетані Маттек-Сендс Луціє Шафарова | 4–6, 6–7(5–7)      |
| Перемога  | 2017 | US Open         | Хард     | Мартіна Хінгіс | Луціє Градецька Катержина Сінякова | 6–3, 6–2           |

#### Мікст: 4 (3-1)
| Результат | Рік  | Турнір          | Поверхня | Партнер    | Супротивники                     | Рахунок               |
| --------- | ---- | --------------- | -------- | ---------- | -------------------------------- | --------------------- |
| Поразка   | 2011 | Australian Open | Хард     | Пол Генлі  | Катарина Среботнік Деніел Нестор | 3–6, 6–3, [7–10]      |
| Перемога  | 2018 | French Open     | Ґрунт    | Іван Додіг | Габріела Дабровскі Мате Павич    | 6–1, 6–7(5–7), [10–8] |
| Перемога  | 2019 | French Open     | Ґрунт    | Іван Додіг | Габріела Дабровскі Мате Павич    | 6–1, 7–6(7–5)         |
| Перемога  | 2019 | Wimbledon       | Трава    | Іван Додіг | Олена Остапенко Роберт Ліндстедт | 6–2, 6–3              |

### Прем'єрні обов'язкові/Чільні 5

#### Парний розряд: 12 (9 титулів)
| Результат | Рік  | Турнір         | Поверхня | Партнерка         | Супротивниці                       | Рахунок                |
| --------- | ---- | -------------- | -------- | ----------------- | ---------------------------------- | ---------------------- |
| Поразка   | 2007 | Індіан-Веллз   | Хард     | Чжуан Цзяжун      | Ліза Реймонд Саманта Стосур        | 3–6, 5–7               |
| Перемога  | 2008 | Мастерс Рим    | Ґрунт    | Чжуан Цзяжун      | Івета Бенешова Жанетт Гусарова     | 7–6(7–5), 6–3          |
| Перемога  | 2015 | Цинциннаті     | Хард     | Чжань Хаоцін      | Кейсі Деллаква Ярослава Шведова    | 7–5, 6–4               |
| Поразка   | 2015 | Пекін          | Хард     | Чжань Хаоцін      | Мартіна Хінгіс Саня Мірза          | 7–6(11–9), 1–6, [8–10] |
| Перемога  | 2016 | Доха           | Хард     | Чжань Хаоцін      | Сара Еррані Карла Суарес Наварро   | 6–3, 6–3               |
| Перемога  | 2017 | Індіан-Веллз   | Хард     | Мартіна Хінгіс    | Луціє Градецька Катержина Сінякова | 7–6(7–4), 6–2          |
| Перемога  | 2017 | Мастерс Мадрид | Ґрунт    | Мартіна Хінгіс    | Тімеа Бабош Андреа Главачкова      | 6–4, 6–3               |
| Перемога  | 2017 | Мастерс Рим(2) | Ґрунт    | Мартіна Хінгіс    | Катерина Макарова Олена Весніна    | 7–5, 7–6(7–4)          |
| Перемога  | 2017 | Цинциннаті(2)  | Хард     | Мартіна Хінгіс    | Сє Шувей Моніка Нікулеску          | 4–6, 6–4, [10–7]       |
| Перемога  | 2017 | Ухань          | Хврд     | Мартіна Хінгіс    | Аояма Сюко Ян Чжаосюань            | 7–6(7–5), 3–6, [10–4]  |
| Поразка   | 2018 | Мастерс Канада | Хард     | Катерина Макарова | Ешлі Барті Демі Схюрс              | 6–4, 3–6, [8–10]       |

## Фінали турнірів WTA

### Одиночний розряд: 1 (поразка)
| Легенда                  |
| ------------------------ |
| WTA 250 / Tier III (0–1) |

| Результат | Дата     | Турнір                | Категорія | Покриття | Опонент         | Рахунок  |
| --------- | -------- | --------------------- | --------- | -------- | --------------- | -------- |
| Поразка   | Жов 2007 | Bangkok Open, Таїланд | Tier III  | Тверде   | Флавія Пеннетта | 1–6, 3–6 |

### Парний розряд: 59 (33 титули, 26 поразок)
| Легенда                                       |
| --------------------------------------------- |
| Турніри Великого шолома (1–3)                 |
| WTA 1000 (Tier I / Premier 5/Premier M) (9–4) |
| WTA 500 (Tier II / Premier) (7–11)            |
| WTA 250 (Tier III/IV / International) (16–8)  |

| Фінали за покриттям |
| ------------------- |
| Тверде (24–20)      |
| Трава (6–2)         |
| Ґрунт (3–4)         |
| Килим (0–0)         |

| Результат | Ранг | Дата         | Турнір                                            | Категорія     | Покриття | Партнер           | Опоненти                                            | Рахунок                |
| --------- | ---- | ------------ | ------------------------------------------------- | ------------- | -------- | ----------------- | --------------------------------------------------- | ---------------------- |
| Перемога  |      | Жов 2005     | Hansol Korea Open Tennis Championships, Korea     | Tier IV       | Тверде   | Чжуан Цзяжун      | - Джилл Крейбас - Наталі Грандін                    | 6–2, 6–4               |
| Поразка   |      | Жов 2006     | Japan Open, Японія                                | Tier III      | Тверде   | Чжуан Цзяжун      | - Ваня Кінг - Єлена Костанич-Тошич                  | 6–7(2), 7–5, 2–6       |
| Поразка   |      | Січ 2007     | Відкритий чемпіонат Австралії з тенісу, Австралія | Grand Slam    | Тверде   | Чжуан Цзяжун      | - Кара Блек - Лізель Губер                          | 4–6, 7–6(4), 1–6       |
| Поразка   |      | Лют 2007     | Pattaya Women's Open, Таїланд                     | Tier IV       | Тверде   | Чжуан Цзяжун      | - Ніколь Пратт - Мара Сантанджело                   | 4–6, 6–7(4)            |
| Перемога  |      | Лют 2007     | Bangalore Open, Індія                             | Tier III      | Тверде   | Чжуан Цзяжун      | - Сє Шувей - Алла Кудрявцева                        | 6–7(4), 6–2, [11–9]    |
| Поразка   |      | Бер 2007     | Indian Wells Open, US                             | Tier I        | Тверде   | Чжуан Цзяжун      | - Ліза Реймонд - Саманта Стосур                     | 3–6, 5–7               |
| Поразка   |      | Тра 2007     | Istanbul Cup, Туреччина                           | Tier III      | Ґрунт    | Саня Мірза        | - Агнешка Радванська - Уршуля Радванська            | 1–6, 3–6               |
| Перемога  |      | Чер 2007     | Birmingham Classic, UK                            | Tier III      | Трава    | Чжуан Цзяжун      | - Сунь Тяньтянь - Мейлен Ту                         | 7–6(3), 6–3            |
| Перемога  |      | Чер 2007     | Rosmalen Grass Court Championships, Нідерланди    | Tier III      | Трава    | Чжуан Цзяжун      | - Анабель Медіна Гаррігес - Вірхінія Руано Паскуаль | 7–5, 6–2               |
| Поразка   |      | Вер 2007     | Відкритий чемпіонат США з тенісу, США             | Grand Slam    | Тверде   | Чжуан Цзяжун      | - Наталі Деші - Дінара Сафіна                       | 4–6, 2–6               |
| Поразка   |      | Жов 2007     | Porsche Tennis Grand Prix, Німеччина              | Tier II       | Тверде   | Дінара Сафіна     | - Квета Пешке - Ренне Стаббс                        | 7–6(5), 6–7(4), [2–10] |
| Перемога  |      | Лют 2008     | Pattaya Open, Таїланд                             | Tier IV       | Тверде   | Чжуан Цзяжун      | Сє Шувей Ваня Кінг                                  | 6–4, 6–3               |
| Поразка   |      | Бер 2008     | Bangalore Open, Індія                             | Tier II       | Тверде   | Чжуан Цзяжун      | Пен Шуай Сунь Тяньтянь                              | 4–6, 7–5, [8–10]       |
| Перемога  |      | Тра 2008     | Мастерс Рим, Італія                               | Tier I        | Ґрунт    | Чжуан Цзяжун      | - Івета Бенешова - Жанетта Гусарова                 | 7–6(5), 6–3            |
| Поразка   |      | Тра 2008     | Internationaux de Strasbourg, Франція             | Tier III      | Ґрунт    | Чжуан Цзяжун      | - Янь Цзи - Тетяна Перебийніс                       | 4–6, 7–6(3), [6–10]    |
| Перемога  |      | Лип 2008     | LA Women's Tennis Championships, US               | Tier II       | Тверде   | Чжуан Цзяжун      | - Ева Грдінова - Владіміра Угліржова                | 2–6, 7–5, [10–4]       |
| Поразка   |      | Сер 2009     | Silicon Valley Classic, US                        | Premier       | Тверде   | Моніка Нікулеску  | - Серена Вільямс - Вінус Вільямс                    | 4–6, 1–6               |
| Перемога  |      | Вер 2009     | Korea Open, Korea (2)                             | International | Тверде   | Абігейл Спірс     | - Карлі Галліксон - Ніколь Кріз                     | 6–3, 6–4               |
| Поразка   |      | Січ 2010     | Hobart International, Австралія                   | International | Тверде   | Моніка Нікулеску  | Чжуан Цзяжун Квета Пешке                            | 6–3, 3–6, [7–10]       |
| Перемога  |      | Лют 2010     | BMW Malaysian Open, Малайзія                      | International | Тверде   | Чжен Цзє          | - Анастасія Родіонова - Аріна Родіонова             | 6–7(4), 6–2, [10–7]    |
| Поразка   |      | Сер 2010     | Silicon Valley Classic, US                        | Premier       | Тверде   | Чжен Цзє          | Ліндсі Девенпорт Лізель Губер                       | 5–7, 7–6(6), [8–10]    |
| Поразка   |      | Лют 2012     | Pattaya Open, Таїланд                             | International | Тверде   | Чжань Хаоцін      | - Sania Mirza - Anastasia Rodionova                 | 6–3, 1–6, [8–10]       |
| Перемога  |      | Січ 2013     | WTA Shenzhen Open, КНР                            | International | Тверде   | Чжань Хаоцін      | - Ірина Бурячок - Валерія Соловйова                 | 6–0, 7–5               |
| Поразка   |      | Кві 2014     | Charleston Open, US                               | Premier       | Ґрунт    | Чжань Хаоцін      | Анабель Медіна Гаррігес Ярослава Шведова            | 6–7(4), 2–6            |
| Поразка   |      | Кві 2014     | Malaysian Open, Малайзія                          | International | Тверде   | Чжен Сайсай       | Тімеа Бабош Чжань Хаоцін                            | 3–6, 4–6               |
| Перемога  |      | Чер 2014     | Eastbourne International, UK                      | Premier       | Трава    | Чжань Хаоцін      | - Мартіна Хінгіс - Флавія Пеннетта                  | 6–3, 5–7, [10-7]       |
| Поразка   |      | Січ 2015     | Australian Open, Австралія                        | Grand Slam    | Тверде   | Чжен Цзє          | - Бетані Маттек-Сендс - Луціє Шафарова              | 4–6, 6–7(5)            |
| Перемога  |      | Лют 2015     | Pattaya Open, Таїланд (2)                         | International | Тверде   | Чжань Хаоцін      | - Сюко Аояма - Тамарін Танасугарн                   | 2–6, 6–4, [10–3]       |
| Поразка   |      | Чер 2015     | Eastbourne International, UK                      | Premier       | Трава    | Чжен Цзє          | - Каролін Гарсія - Катарина Среботнік               | 6–7(5), 2–6            |
| Перемога  |      | Сер 2015     | Мастерс Цинциннаті, US                            | Premier 5     | Тверде   | Чжань Хаоцін      | - Кейсі Деллаква - Yaroslava Shvedova               | 7–5, 6–4               |
| Перемога  |      | Вер 2015     | Japan Women's Open, Японія                        | International | Тверде   | Чжань Хаоцін      | - Нара Курумі - Дой Місакі                          | 6–1, 6–2               |
| Поразка   |      | Вер 2015     | Toray Pan Pacific Open, Японія                    | Premier       | Тверде   | Чжань Хаоцін      | - Гарбінє Мугуруса - Карла Суарес Наварро           | 5–7, 1–6               |
| Поразка   |      | Жов 2015     | China Open, КНР                                   | Premier M     | Тверде   | Чжань Хаоцін      | Мартіна Хінгіс Саня Мірза                           | 7–6(9), 1–6, [8–10]    |
| Перемога  |      | Лют 2016     | WTA Taiwan Open, Тайвань                          | International | Тверде   | Чжань Хаоцін      | - Ері Ходзумі - Като Мію                            | 6–4, 6–3               |
| Перемога  |      | Лют 2016     | Qatar Ladies Open, Катар                          | Premier 5     | Тверде   | Чжань Хаоцін      | Сара Еррані Карла Суарес Наварро                    | 6-3, 6-3               |
| Поразка   |      | Чер 2016     | Eastbourne International, UK                      | Premier       | Трава    | Чжань Хаоцін      | - Дарія Юрак - Anastasia Rodionova                  | 7–5, 6–7(4), [6–10]    |
| Перемога  |      | Жов 2016     | Hong Kong Tennis Open, КНР                        | International | Тверде   | Чжань Хаоцін      | - Наомі Броді - Гезер Вотсон                        | 6–3, 6–1               |
| Перемога  |      | Лют 2017     | Тайвань Open, Тайвань (2)                         | International | Тверде   | Чжань Хаоцін      | - Луціє Градецька - Катержина Сінякова              | 6–4, 6–2               |
| Перемога  |      | Бер 2017     | Indian Wells Open, US                             | Premier M     | Тверде   | Мартіна Хінгіс    | Луціє Градецька Катержина Сінякова                  | 7–6 (4), 6–2           |
| Перемога  |      | Тра 2017     | Мастерс Мадрид, Іспанія                           | Premier M     | Ґрунт    | Мартіна Хінгіс    | - Tímea Babos - Андреа Сестіні Главачкова           | 6–4, 6–3               |
| Перемога  |      | Тра 2017     | Italian Open, Італія (2)                          | Premier 5     | Ґрунт    | Мартіна Хінгіс    | - Катерина Макарова - Олена Весніна                 | 7–5, 7–6 (4)           |
| Поразка   |      | Тра 2017     | Internationaux de Strasbourg, Франція             | International | Ґрунт    | Чжань Хаоцін      | Ешлі Барті Кейсі Деллаква                           | 4–6, 2–6               |
| Перемога  |      | Чер 2017     | Mallorca Open, Іспанія                            | International | Трава    | Мартіна Хінгіс    | - Єлена Янкович - Анастасія Севастова               | w/o                    |
| Перемога  |      | Лип 2017     | Eastbourne International, UK (2)                  | Premier       | Трава    | Мартіна Хінгіс    | Ешлі Барті Кейсі Деллаква                           | 6–3, 7–5               |
| Перемога  |      | Сер 2017     | Cincinnati Open, US (2)                           | Premier 5     | Тверде   | Мартіна Хінгіс    | Сє Шувей Моніка Нікулеску                           | 4–6, 6–4, [10–7]       |
| Перемога  |      | Вер 2017     | US Open, США                                      | Grand Slam    | Тверде   | Мартіна Хінгіс    | Луціє Градецька Катержина Сінякова                  | 6–3, 6–2               |
| Перемога  |      | Вер 2017     | Wuhan Open, КНР                                   | Premier 5     | Тверде   | Мартіна Хінгіс    | - Shuko Aoyama - Ян Чжаосюань                       | 7–6(5), 3–6, [10–4]    |
| Перемога  |      | Жов 2017     | КНР Open, КНР                                     | Premier M     | Тверде   | Мартіна Хінгіс    | Тімеа Бабош Андреа Главачкова                       | 6–1, 6–4               |
| Перемога  |      | Жов 2017     | Гонконг Open, КНР (2)                             | International | Тверде   | Чжань Хаоцін      | - Лу Цзяцзін - Ван Цян                              | 6–1, 6–1               |
| Поразка   |      | Січ 2018     | Sydney International, Австралія                   | Premier       | Тверде   | Андреа Главачкова | Габріела Дабровскі Сюй Їфань                        | 3–6, 1–6               |
| Перемога  |      | 5 липня 2018 | Silicon Valley Classic, US                        | Premier       | Тверде   | Квета Пешке       | - Людмила Кіченок - Надія Кіченок                   | 6–4, 6–1               |
| Поразка   |      | Сер 2018     | Мастерс Канада, Канада                            | Premier 5     | Тверде   | Катерина Макарова | - Ashleigh Barty - Демі Схюрс                       | 6–4, 3–6, [8–10]       |
| Поразка   |      | Січ 2019     | Brisbane International, Австралія                 | Premier       | Тверде   | Чжань Хаоцін      | Ніколь Меліхар Квета Пешке                          | 1–6, 1–6               |
| Перемога  |      | Січ 2019     | Hobart International, Австралія                   | International | Тверде   | Чжань Хаоцін      | - Кірстен Фліпкенс - Юганна Ларссон                 | 6–3, 3–6, [10–6]       |
| Перемога  |      | Лют 2019     | Катар Ladies Open                                 | Premier       | Тверде   | Чжань Хаоцін      | - Анна-Лена Гренефельд - Demi Schuurs               | 6–1, 3–6, [10–6]       |
| Перемога  |      | Чер 2019     | Eastbourne International, UK (3)                  | Premier       | Трава    | Чжань Хаоцін      | Кірстен Фліпкенс Бетані Маттек-Сендс                | 2–6, 6–3, [10–6]       |
| Перемога  |      | Вер 2019     | Pan Pacific Open, Японія                          | Premier       | Тверде   | Чжань Хаоцін      | Сє Шувей Hsieh Yu-chieh                             | 7–5, 7–5               |
| Поразка   |      | Лют 2021     | Gippsland Trophy, Австралія                       | WTA 500       | Тверде   | Чжань Хаоцін      | Барбора Крейчикова Катержина Сінякова               | 3–6, 6–7(4)            |
| Поразка   |      | Лют 2023     | Dubai Tennis Championships, UAE                   | WTA 1000      | Тверде   | Чжань Хаоцін      | Вероніка Кудерметова Людмила Самсонова              | 4–6, 7–6(4), [1–10]    |

## Виноски
1. ↑  Player Profile // WTA website
2. ↑  У протоколах міжнародних змагань прізвище та ім'я тенісистки транскрибується Chan Yung-jan за офіційною в Тайвані системою романізації Вейда-Джайлза

| Тенісист | Це незавершена стаття про тенісиста чи тенісистку. Ви можете допомогти проєкту, виправивши або дописавши її. |